# Gennaro Licciardi
Gennaro Licciardi (Napoli, 30 novembre 1956 – Voghera, 3 agosto 1994) è stato un mafioso italiano, noto esponente della Camorra degli anni ottanta e novanta, fondatore del clan Licciardi e tra i fondatori del cartello camorristico denominato Alleanza di Secondigliano. A detta di Roberto Saviano è stato lui il primo boss che ha determinato la metamorfosi di Secondigliano.

## Biografia
Ritenuto uno dei boss più spietati, rispettati e carismatici della Camorra nell'area nord di Napoli, Licciardi è stato soprannominato "'a scigna" (la scimmia) per le sue capacità da ragazzino di arrampicarsi tra i balconi degli appartamenti che svaligiava. Negli anni 1970 divenne il capozona del clan Giuliano nella zona di Secondigliano. Nel 1981 fu arrestato assieme al suo amico Gennaro Esposito detto "'o Curto". Fu coinvolto in una rissa con gli esponenti della Nuova Camorra Organizzata durante un processo e riuscì a sopravvivere alle sedici coltellate infertegli.
La dissoluzione della NCO di Cutolo portò Licciardi a conquistare un ruolo autonomo e predominante nello scacchiere criminale partenopeo, e già agli inizi degli anni Novanta era considerato il boss incontrastato della periferia nord della città. Insieme a Francesco Mallardo, detto Ciccio e' Carlantonio, ed Edoardo Contini, alias o’ Romano, riuscì a formare un maxi-cartello criminale denominato Alleanza di Secondigliano. Nel 1992 fu arrestato e morì a trentotto anni per setticemia nel carcere di Voghera il 3 agosto 1994.